# Krafft (Mondkrater)
Krafft ist ein Einschlagkrater am nordwestlichen Rand Mondvorderseite.
Er liegt nördlich des Kraters Cardanus am westlichen Rand des Oceanus Procellarum.
Zwischen Krafft und Cardanus verläuft die als Kraterkette (Catena) bezeichnete langgestreckte Struktur der Catena Krafft.
Der Kraterwall weist Terrassierungen auf und ist mäßig erodiert. Das Innere ist bis auf den Nebenkrater Krafft C relativ eben.
| Buchstabe | Position           | Durchmesser | Link |
| --------- | ------------------ | ----------- | ---- |
| C         | 16,34° N, 72,45° W | 13 km       |      |
| D         | 15,09° N, 73,35° W | 12 km       |      |
| E         | 15,9° N, 71,78° W  | 10 km       |      |
| H         | 16,89° N, 77,88° W | 15 km       |      |
| K         | 16,48° N, 74,64° W | 12 km       |      |
| L         | 15,98° N, 76,46° W | 20 km       |      |
| M         | 17,77° N, 75,56° W | 11 km       |      |
| U         | 17,22° N, 64,74° W | 3 km        |      |

Der Krater wurde 1935 von der IAU nach dem deutsch-russischen Astronomen Wolfgang Ludwig Krafft offiziell benannt.